# Eastbourne International 2023
Eastbourne International 2023 (cunoscut și sub numele de Rothesay International Eastbourne din motive de sponsorizare) a fost un turneu de tenis masculin și feminin, jucat pe terenuri cu iarbă în aer liber. A fost cea de-a 48-a ediție a turneului pentru femei și cea de-a 12-a ediție pentru bărbați. Turneul a fost clasificat ca un turneu WTA 500 pe Circuitul WTA 2023 și ca unul ATP 250 pe Circuitul ATP 2023. Turneul a avut loc la Devonshire Park Lawn Tennis Club din Eastbourne, Regatul Unit, între 26 iunie și 1 iulie 2023.

## Campioni

### Simplu masculin
Pentru mai multe informații consultați Eastbourne International 2023 – Simplu masculin

### Simplu feminin
Pentru mai multe informații consultați Eastbourne International 2023 – Simplu feminin

### Dublu masculin
Pentru mai multe informații consultați Eastbourne International 2023 – Dublu masculin

### Dublu feminin
Pentru mai multe informații consultați Eastbourne International 2023 – Dublu feminin

## Puncte și premii în bani

### Puncte
| Probă           | C   | F   | SF  | QF  | R16 | R2  | Q   | Q2  | Q1  |
| Simplu masculin | 250 | 150 | 90  | 45  | 20  | 0   | 12  | 6   | 0   |
| Dublu masculin  | 250 | 150 | 90  | 45  | 0   | N/A | N/A | N/A | N/A |
| Simplu feminin  | 470 | 305 | 185 | 100 | 55  | 1   | 25  | 13  | 1   |
| Dublu feminin   | 470 | 305 | 185 | 100 | 1   | N/A | N/A | N/A | N/A |

### Premii în bani
| Probă           | C        | F       | SF      | QF      | R16     | R32    | Q2     | Q1     |
| Simplu masculin | €110,070 | €64,205 | €37,750 | €21,870 | €12,700 | €7,760 | €3,880 | €2,120 |
| Dublu masculin* | €38,250  | €20,460 | €12,000 | €6,700  | €3,950  | N/A    | N/A    | N/A    |
| Simplu feminin  | $120,150 | $74,161 | $43,323 | $20,465 | $10,530 | $6,870 | $5,590 | $2,860 |
| Dublu feminin*  | $40,100  | $24,300 | $13,900 | $7,200  | $4,350  | N/A    | N/A    | N/A    |

*per echipă